# Krediet

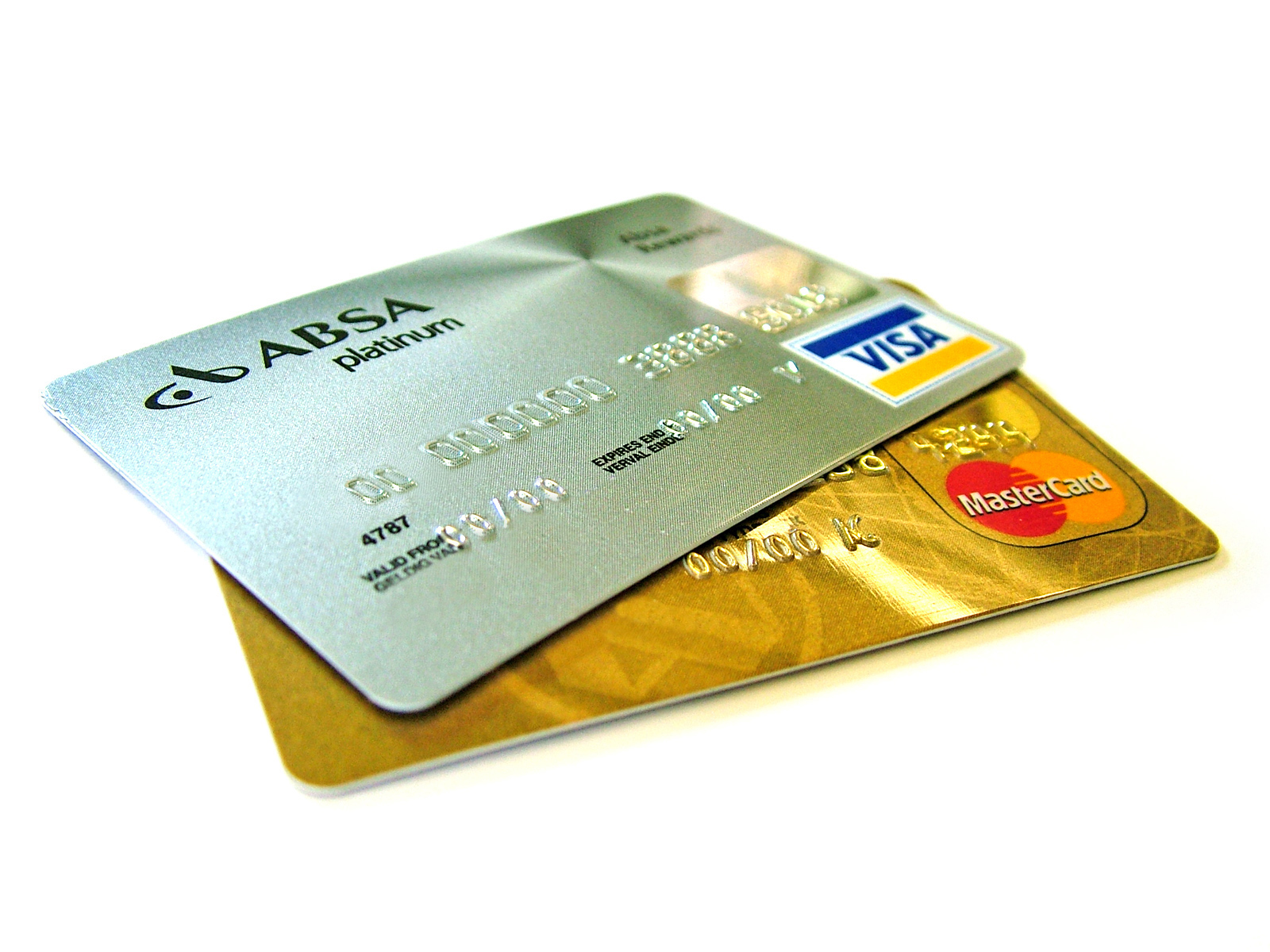
Een creditcard is een vorm van krediet

Een krediet is een zeker kapitaal (meestal geld) dat aan iemand is verstrekt, maar waar op een zekere termijn een dienst of terugbetaling voor verschuldigd is, dus eigenlijk een economische term voor lening.
Een bankkrediet is een toezegging van de bank dat tot een bepaald bedrag, de kredietlimiet, geld kan worden geleend of geld kan worden opgenomen. Het geleende bedrag moet op termijn worden terugbetaald, meestal met rente. Soms wordt een disagio in rekening gebracht, waarna de hoofdsom zonder rente wordt terugbetaald.
In het dagelijks spraakgebruik is een krediet een geldlening die daadwerkelijk wordt opgenomen. Maar ook als de rekeninghouder op een betaalrekening tot een bepaald bedrag rood mag staan is dat een krediet, zelfs als hij nooit rood staat. Ook een creditcard is een vorm van krediet: de houder heeft toestemming om tot de bestedingslimiet geld uit te geven.
De kredietwaardigheid van particuliere aanvragers (personen en gezinnen) van een krediet, de kredietnemers, wordt nagegaan in een databank: het Bureau Krediet Registratie (Nederland) en de Nationale Bank (België).